# Таксометр

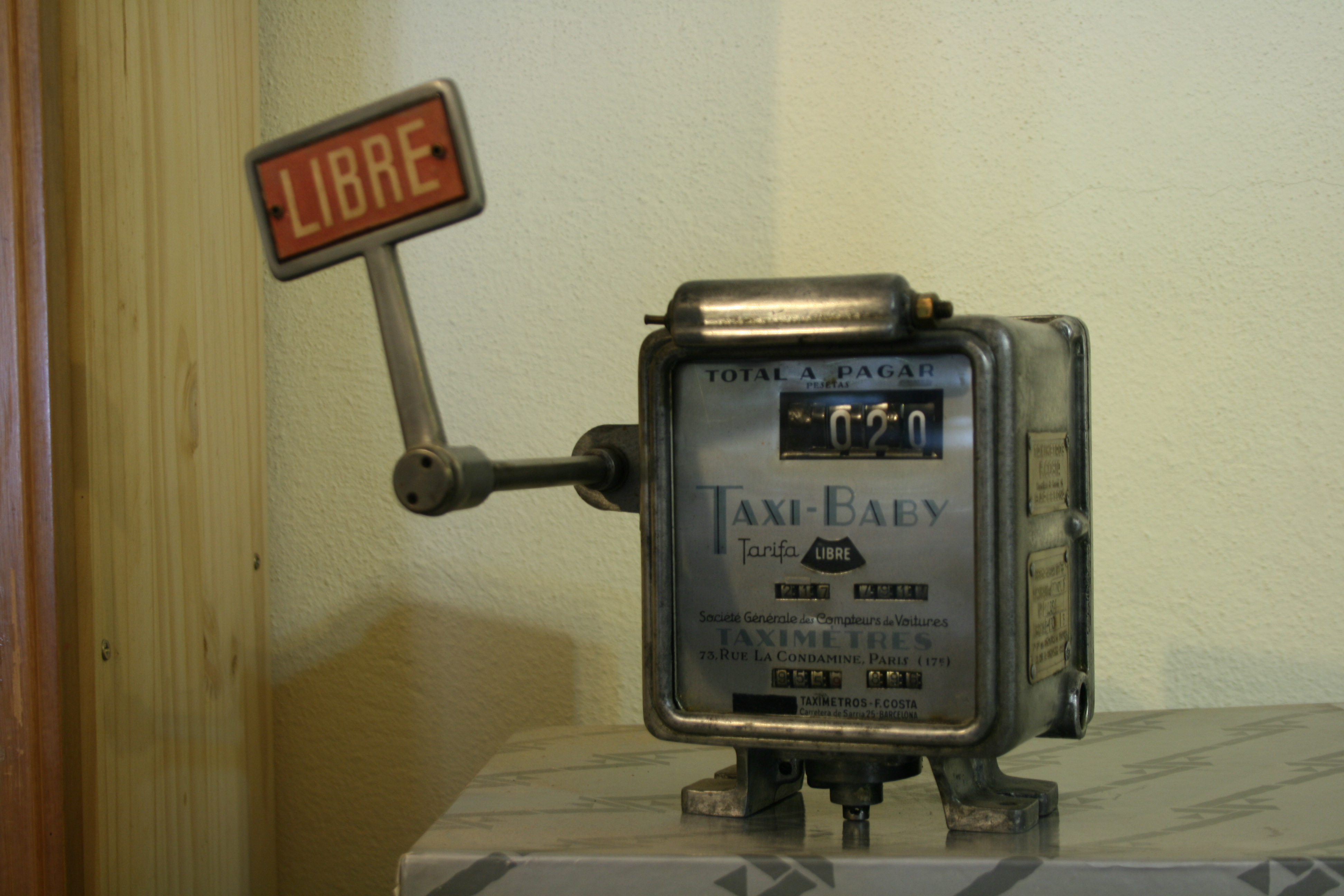
Механічний таксометр

Таксометр (англ. taximeter, фр. taximètre) — прилад, що встановлюється в автомобілях таксі для визначення вартості проїзду. Принцип роботи таксометра полягає у вимірюванні відстані, пройденої автомобілем та витраченого часу і розрахунку оплати за проїзд з використанням фіксованих тарифів.

## Електронні таксометри

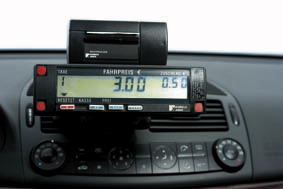
Електронний таксометр із принтером

У країнах ЄС вимоги до таксометрів регламентуються стандартом, прийнятим Європейським комітетом зі стандартизації. Ідентичний стандарт було прийнято в Україні 2001 року, також на таксометри, що реєструються в Україні, поширюються відповідні технічні вимоги. Цей стандарт визначає електронний таксометр таким чином:
| Електронні таксометри — Прилади, які, як правило, установлюють у таксі, і які, головним чином за допомогою електронних засобів, обчислюють і показують суму, яку потрібно сплатити за використання таксі, на основі вимірювання відстані поїздки (пробігу) і тривалості наймання. Оригінальний текст (англ.) Electronic taximeters are instruments normally installed in taxis which, mainly by means of electronic components, calculate and display the fare to be paid for the use of the taxi, on the basis of distance travelled and duration of the hiring. |
Розробка аналогічного міждержавного стандарту (ГОСТ) з метою «гармонізації вимог з європейським стандартом … підвищення технічного рівня та конкурентоспроможності продукції» почалася у 2013 році, затвердження планується на 2014 рік, набуття чинності — з 1 січня 2015 року.

### В Україні
В Україні таксометри також є реєстраторами розрахункових операцій (РРО) та засобами вимірювальної техніки. Закон про використання РРО дає таке визначення таксометра:
| Електронний таксометр — реєстратор розрахункових операцій, який додатково забезпечує попереднє програмування тарифів за проїзд та облік вартості наданих послуг з перевезень пасажирів |
Таким чином, згідно з законодавством, в Україні таксометр обов'язково має бути обладнано фіскальною пам'яттю та принтером для друку касових чеків. Типи таксометрів, які пройшли повірку як засоби вимірювальної техніки та сертифікаційні випробування, вносяться до держреєстру відповідним наказом.